# Robert Marion
Robert Marion (ur. w 1766 w Karolinie Południowej, zm. 22 marca 1811 tamże) – amerykański polityk.

## Biografia
Urodził się w 1766 roku na terenie dystryktu Berkeley w Karolinie Południowej. W 1784 roku ukończył studia na Uniwersytecie Pensylwanii, a następnie przeniósł się na swoją plantację w Belle Isle. Został sędzią pokoju w Charleston, a w latach 1790–1796 i 1802–1805 był członkiem legislatury stanowej Karoliny Południowej. Trzy lata po rezygnacji z funkcji lokalnych, wygrał wybory do Izby Reprezentantów, z ramienia Partii Demokratyczno-Republikańskiej. W izbie niższej zasiadał do grudnia 1810, kiedy to zrzekł się mandatu kongresmana. Zmarł na terenie swojej plantacji 22 marca 1811.